# Prodige Namor
Prodige Namor est un groupe de hip-hop français, originaire de Marseille, dans les Bouches-du-Rhône. Il est formé dans les années 1990 par Jean-Michel Steyer (Namor), et composé de Saïd Radjiabou, Maroco et DJ Majestic. Artiste tagueur et graffeur vétéran de la cité phocéenne, le rappeur Namor et son crew la Namomafia ont collaboré de nombreuses fois avec le groupe Assassin. Prodige Namor se sépare en 2000.

## Biographie
Prodige Namor est formé au milieu des années 1990 à Marseille, dans les Bouches-du-Rhône, par le rappeur Namor, ancien membre de Hardcore MC. Après un premier maxi 45 tours autoproduit intitulé "Bienvenue dans le traquenard" et paru en 1997, le groupe publie son premier album, L'heure de vérité, produit par Crépuscule France et distribué le 8 mars 1999 par le label indépendant PIAS. Sur ce premier long format réalisé à Marseille par les producteurs Mounir Belkhir, Time Bomb et Yvan de Double Pact, des rappeurs comme Mystik, Faf Larage et Freeman participent à des interludes-concept. D'autres, comme Stress du groupe Double Pact de Lausanne, Soprano des Psy 4 de la rime, Rockin' Squat d'Assassin, ou encore Kery James d'Ideal J, participent en featuring.
Prodige Namor se sépare de manière informelle en 2000, à la suite de quoi Namor se consacre pleinement aux ateliers d'écriture qu'il réalise depuis 1998 à la Friche Belle de Mai. Il formera ensuite le collectif Al Iman Staff, aux côtés de Comodo, Tom Parker, Natch, Maroco et Mesrime en produisant notamment l'album Mets les gosses à l'abri paru en 2005 sur son label Artistreet et distribué par Night & Day. Saïd Radjiabou rejoint de son côté le groupe IAM pour participer aux backs et aux performances live en concert.

## Discographie
- 1997 : Bienvenue dans le traquenard
- 1998 : Que fait la police ?
- 1998 : Meilleurs vœux
- 1999 : L'heure de vérité